# Ptychamalia
Ptychamalia là một chi bướm đêm thuộc họ Geometridae.